# Кунневиц

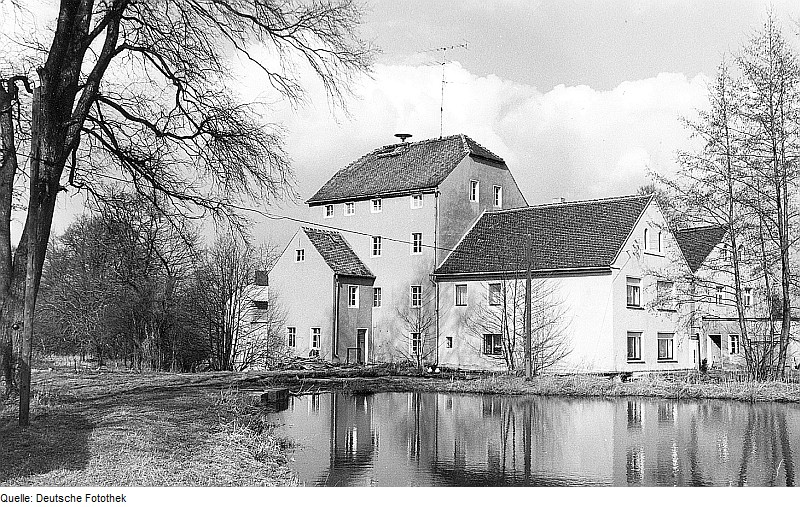
Фотография 1986 года

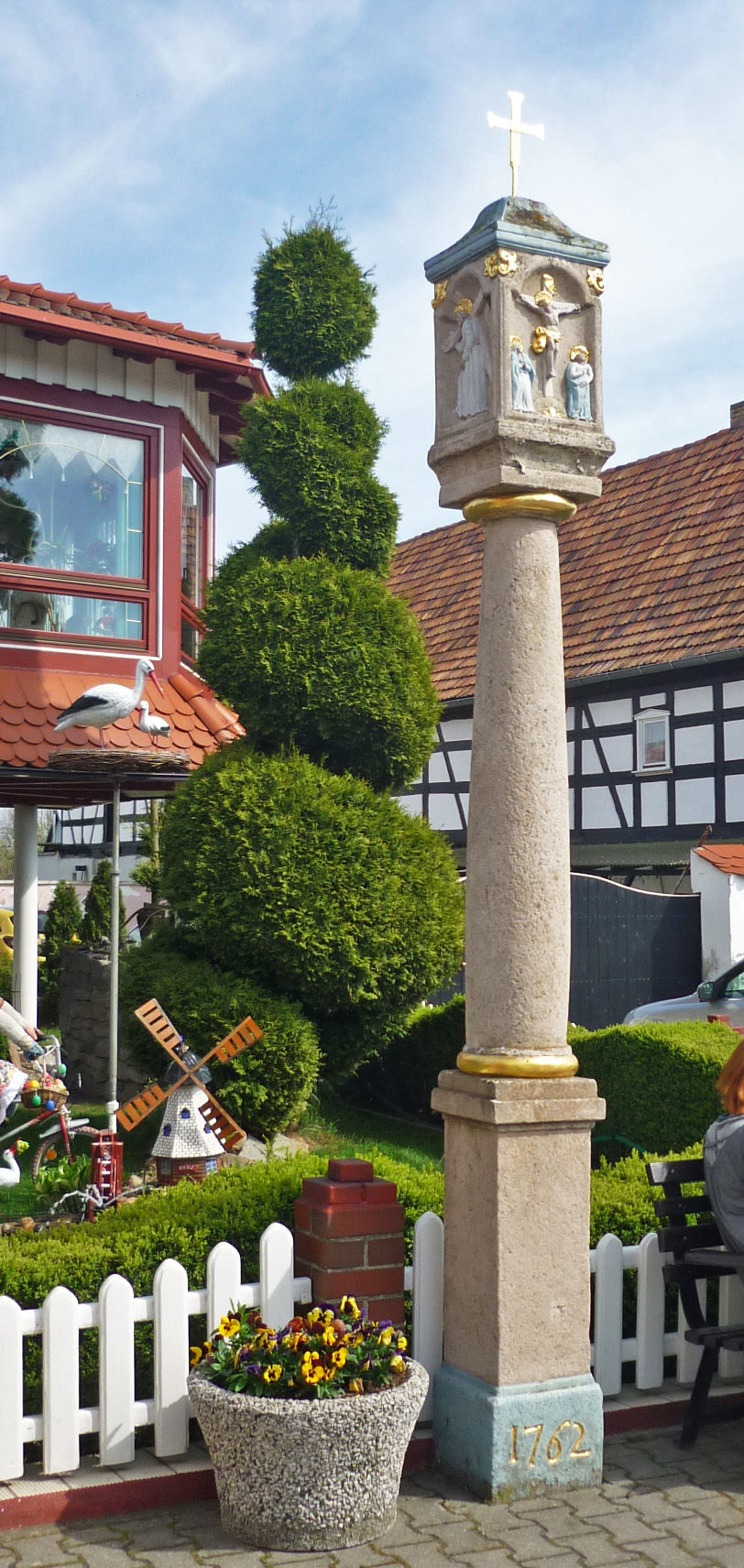
Чумной столб

Ку́нневиц или Ко́нецы (нем. Cunnewitz ; в.-луж. Konjecyо файле) — деревня в Верхней Лужице, Германия. Входит в состав коммуны Ральбиц-Розенталь района Баутцен в земле Саксония. Подчиняется административному округу Дрезден.

## География
Деревня располагается на правом берегу реки Клостервассер в 21 км на северо-западе от Будишина, в 11 км на северо-востоке от Каменца.
На севере от деревни ранее находилась деревня Кочина (сегодня является частью города Кулов), на востоке граничит с административными границами деревни Трупин коммуны Ракецы, на юге — с деревней Ральбицы и на западе — с деревней Шунов.

## История
Впервые деревня упоминается в 1264 году как Куневиц (Сunewitz). До XIX века деревня принадлежала монастырю Мариенштерн.
В 1349 году население деревни пострадало от эпидемии чумы, после которой на площади деревни был установлен чумной столб.
После Венского конгресса 1815 года соседняя деревня Кочина, как и весь север Верхней Лужицы, перешли в состав провинции Нижняя Силезия Пруссии. Конецы остались в королевстве Саксония. Граница между этими землями существовала до 1945 года и проходила по дороге между двумя деревнями.
До 1974 года Конецы имели статус самостоятельной коммуны. С 1994 года входит в состав коммуны Ральбиц-Розенталь.
В настоящее время деревня входит в состав культурно-территориальной автономии «Лужицкая поселенческая область», на территории которой действуют законодательные акты земель Саксонии и Бранденбурга, содействующие сохранению лужицких языков и культуры лужичан.

## Население
Согласно статистическому сочинению «Dodawki k statisticy a etnografiji łužickich Serbow» Арношта Муки в Конецах в 1884 годах проживало 211 человек (все без исключения лужицкие сербы).
Лужицкий демограф Арношт Черник в своём сочинении «Die Entwicklung der sorbischen Bevölkerung» пишет, что лужицкое население деревни в 1956 году составляло 78,6 %.
В 1900 году численность населения составляла 213 человек. Наибольшая численность деревни была в 2014 году (294 человека). На 31 декабря 2015 численность населения составляла 288 человек.
Официальным языком в населённом пункте, помимо немецкого, является верхнелужицкий язык.
| 1900 | 1993 | 1994 | 1995 | 1996 | 1997 | 1998 | 1999 | 2000 | 2002 | 2004 | 2006 | 2008 | 2010 | 2011 | 2012 | 2014 | 2015 |
| ---- | ---- | ---- | ---- | ---- | ---- | ---- | ---- | ---- | ---- | ---- | ---- | ---- | ---- | ---- | ---- | ---- | ---- |
| 213  | 233  | 239  | 244  | 242  | 242  | 254  | 253  | 262  | 268  | 264  | 267  | 257  | 253  | 259  | 255  | 294  | 288  |

## Известные жители и уроженцы
- Жур, Якуб (1876—1969) — католический священник, серболужицкий журналист и культурный деятель. Редактор журнала «Katolski Posoł» (1908—1910).